# OVER THE TOP (Hey! Say! JUMPの曲)
「OVER THE TOP」（オーバー・ザ・トップ）は、Hey! Say! JUMPの楽曲。19作目のシングルとして、2017年2月22日にジェイ・ストームから発売された。

## 概要
- 前作『Give Me Love』から2か月でのシングル発売となる。
- 初回限定盤1・2、通常盤の3種類での発売となり、それぞれ収録曲・ジャケット写真ともに異なる。
- 表題曲は、読売テレビ・日本テレビ系アニメ『タイムボカン24』及び『2017年〜2019年世界体操競技選手権』のオープニングテーマである。また、2016年に発売された17thシングル「Fantastic Time」に続き、同じアニメの主題歌を手掛けた。
- 初回限定盤1・2には、オリジナル・カラオケ1曲を収録。
- 初回限定盤1には、表題曲のビデオクリップ+メイキングと、カップリング曲「Vanilla Ice」を収録。
- 初回限定盤2には、カップリング曲「Funky Time」と、それを収録したビデオクリップ+メイキングを収録。
- 通常盤には、カップリング曲「PARTY!!」「Our days」とオリジナル・カラオケ4曲を収録。

## その他
- 2015年10月3日から起用のNEWS「四銃士」（『金田一少年の事件簿R』オープニング）以来1年半にわたってジャニーズ事務所所属アーティストが読売テレビ制作土曜夕方5時30分枠のアニメのオープニングテーマを担当してきたが、『タイムボカン24』の後番組にあたる『僕のヒーローアカデミア』（2017年3月25日放送開始）のオープニングテーマを米津玄師とamazarashiが担当することになったため、同作の後番組にあたる『タイムボカン 逆襲の三悪人』（2017年10月7日放送開始）でKinKi Kidsが起用されるまで一旦途切れることになった。

## 予約先着特典

### 通常盤
1. オリジナル・ポスター（3種類）

## 封入特典

### 初回限定盤1
1. 歌詞リーフレット（7面14P）

### 初回限定盤2
1. 歌詞ブックレット（24P）

## チャート成績
2017年2月21日付のオリコンデイリーCDシングルランキングに初日14.7万枚を売り上げ、前作の13.5万枚を超えるスタートを切った。その後6日間で一度も王座を明け渡すことなく、3月6日付のオリコン週間CDシングルランキングで初週27.2万枚を記録、19作連続の首位を飾ったのはもちろん、「真剣SUNSHINE」の初動26.7万枚をも上回り、自己最高初動記録も同時に更新した。
また、前々作「Fantastic Time」に引き続き『タイムボカン24』のオープニングテーマに起用されたこともあり、(その後、知念侑李が番組プレゼンターを務める10月2日から8日までカナダ・モントリオールのオリンピック・スタジアムで開催された2017年世界体操競技選手権にもオープニングテーマソングとして起用）RADWIMPS「君の名は。 English edition」（初週1.4万枚）はもちろん、アニメ楽曲以外を含めても、同じ週に緊急発売を行った小沢健二「流動体について」（初週3.8万枚）をも圧倒。
2月度の月間シングルランキングでは、28.8万枚を売り上げ、「Fantastic Time」に引き続きアニメ・総合共に1位を獲得。1週間前に同じアニメ楽曲として発売したHKT48「バグっていいじゃん」も月間22.3万枚と大健闘を見せ、2位となり、この結果、本楽曲と「バグっていいじゃん」がアニメ・総合共にワンツーフィニッシュを決める形となった。

## 収録曲

### CD

#### 通常盤
1. OVER THE TOP
作詞･作曲:twelvelayers/編曲:SSKHz
  - 読売テレビ・日本テレビ系アニメ『タイムボカン24』オープニングテーマ
  - 『2017年世界体操競技選手権』オープニングテーマ
  - 『2018年世界体操競技選手権』オープニングテーマ
  - 『2019年世界体操競技選手権』オープニングテーマ
2. PARTY!!
作詞:Shigeo、MICO♯/作曲:Fredrik“Figge”Bostrom、MiNE、島田篤/編曲:Aaltostratus
3. Our days
作詞･作曲:twelvelayers/編曲:石塚知生
4. OVER THE TOP（オリジナル･カラオケ）
5. PARTY!!（オリジナル･カラオケ）
6. Our days（オリジナル･カラオケ）

#### 初回限定盤1
1. OVER THE TOP
2. Vanilla Ice
作詞:KOUDAI IWATSUBO、MICO♯/作曲:Janne Hyöty、KOUDAI IWATSUBO/編曲:Janne Hyöty
3. Vanilla Ice（オリジナル･カラオケ）

#### 初回限定盤2
1. OVER THE TOP
2. Funky Time
作詞･作曲:竹内雄彦/編曲:千葉純治、SSKHz
3. Funky Time（オリジナル･カラオケ）

### DVD

#### 初回限定盤1
1. 「OVER THE TOP」ビデオ・クリップ&メイキング

#### 初回限定盤2
1. 「Funky Time」ビデオ・クリップ&メイキング